# Daisuke Yoneyama
Daisuke Yoneyama (japanisch 米山 大輔 Yoneyama Daisuke; * 10. Juni 1982 in der Präfektur Mie) ist ein ehemaliger japanischer Fußballspieler.

## Karriere
Yoneyama erlernte das Fußballspielen in der Schulmannschaft der Akatsuki High School. Seinen ersten Vertrag unterschrieb er 2001 bei den Cerezo Osaka. Der Verein spielte in der höchsten Liga des Landes, der J1 League. 2003 wurde er an den Zweitligisten Sagan Tosu ausgeliehen. Für den Verein absolvierte er 23 Ligaspiele. 2004 kehrte er zum Erstligisten Cerezo Osaka zurück. Für den Verein absolvierte er 10 Erstligaspiele. Danach spielte er bei den Rosso Kumamoto (2005–2006) und Zweigen Kanazawa (2007–2008). Ende 2008 beendete er seine Karriere als Fußballspieler.

## Erfolge
Cerezo Osaka
- Kaiserpokal

Finalist: 2001